# 1985 CS1
1985 CS1 är en asteroid i huvudbältet som upptäcktes den 10 februari 1985 av den belgiske astronomen Henri Debehogne vid La Silla-observatoriet.
Den har den diameter på ungefär 5 kilometer.